# Alexander Schnütgen (Bibliothekar)
Alexander Schnütgen (* 1. Juli 1883 in Steele; † 12. März 1955 in Bonn) war ein deutscher Bibliothekar und Kirchenhistoriker.

## Leben
Alexander Schnütgen war ein Sohn des Geheimen Sanitätsrats Viktor Schnütgen. Der Domkapitular und Ehrenbürger von Köln Alexander Schnütgen war sein Pate. Er studierte ab 1902 Theologie in Freiburg und Bonn sowie Geschichte, Philosophie und deutsche Literatur in Berlin, Münster und Straßburg. Nach der Promotion zum Dr. phil. in Straßburg 1907 und der wissenschaftlichen Staatsprüfung 1908 schlug er die preußische Bibliothekslaufbahn ein und wurde nach dem Volontariat an der Universitätsbibliothek Bonn dort 1910 Assistent. Nach einem Studienaufenthalt in Rom 1911/12 wurde Schnütgen 1914 Hilfsbibliothekar, 1916 Bibliothekar an der Königlichen Bibliothek in Berlin, 1921 an der Universitätsbibliothek in Bonn. Von 1927 bis 1944 war er Abteilungsdirektor und Leiter der Erwerbsabteilung der nunmehrigen Preußischen Staatsbibliothek in Berlin.
Seit 1921 war Schnütgen Mitglied und ab 1928 Vorsitzender der Kommission für die Preußische Bibliotheks-Diplomprüfung. 1930 wurde er Abteilungsvorsitzender des staatlichen Prüfungsausschusses für das Bibliothekswesen (wissenschaftliche Bibliothek). Von 1923 bis 1925 gehörte er dem preußischen Beirat für Bibliotheksangelegenheiten an.
Schnütgen beschäftigte sich wissenschaftlich vor allem mit der neueren Kirchengeschichte des Rheinlands. Er wurde 1926 für zehn Jahre Vorsitzender des Historischen Vereins für den Niederrhein, dessen Vorstand er insgesamt 30 Jahre angehörte. Schnütgen war Mitglied des Beirats der Görres-Gesellschaft und Mitglied der Gesellschaft für Rheinische Geschichtskunde.
Er war Mitglied der katholischen Studentenverbindungen KDStV Ripuaria Freiburg im Breisgau, KDStV Badenia (Straßburg) Frankfurt am Main, KAV Suevia Berlin und AV Alsatian Münster im CV.